# تواصل فوري
التواصل الفوري أو الكلام المدعوم بالإشارة (SSS) هو أسلوب يستخدم، في بعض الأحيان، من قبل الأشخاص الصم،الذين يعانون من صعوبة في السمع أو الذين يسمعون لغة الإشارة وفيها تُستخدم اللغة المنطوقة وشكل آخر يدوي لهذه اللغة (مثل الإنجليزية و اللغة الإنجليزية اليدوية المشفرة) معًا. وبالرغم من أن فكرة التواصل باستخدام أسلوبين من اللغة تبدو أمرًا مثاليًا، إلا أنه يندر من الناحية العملية نقل اللغتين بشكل تام. فكثيرًا ما تكون اللغة الأصلية للمستخدم (عادةً ما تكون اللغة المنطوقة بالنسبة للشخص الذي يسمع لغة الإشارة للشخص الأصم) هي اللغة الأقوى، بينما يقل وضوح اللغة غير الأصلية. وفي البيئة التعليمية، يكون ذلك شاقًا خاصة على الأطفال الصم حيث أن أغلبية المعلمين الذين يقومون بالتدريس للصم يسمعون.